# 三遊亭柳枝
三遊亭 柳枝（さんゆうてい りゅうし、1903年12月 - 1961年5月19日）は大正・昭和期の漫才師、喜劇俳優、漫談家。本名は山本 卯三郎。

## 経歴
大阪の生まれ、瀬戸内海の汽船のボーイを経て、15、16歳頃に天狗連（セミプロ）の2代目三笑亭柳枝（俗に「提灯屋の柳枝」といわれる人物）に入門して噺家になり、三笑亭柳歌を名乗る。後に勝手に「三笑亭柳枝」の名の入った後ろ幕を持ち出し勝手に「三笑亭柳枝」を名乗り独演会を開いた事で破門される。
その後、師匠の配慮で三遊亭圓子門下（預かり弟子のような形）で復帰し三笑亭青柳と改名、後に元師匠が三笑亭柳枝が柳花に柳枝を譲ったので改めて三遊亭柳枝となった、師匠が噺家の亭号である「三遊亭」を許可なく名乗っていた為、東西の噺家らから毛嫌いを受けたとされる。
漫才師になってからは、最初の妻の花柳一駒、文の家久月、不二乃道風、ミヤコ蝶々など、相方を何度も替えた。20歳を過ぎた大正の末からは一座の座長で全国を巡業、ミヤコ蝶々とは不倫の末に1944年に再婚。彼女の最初の夫となったが、新婚当時すでに元妻以外に3人の女性がおり、1947年に離婚。その後相方の南喜代子との結婚もあった。
戦中は疎開し、戦後は大阪で「柳枝劇団」を旗揚げした。ただし、劇団とは名乗っていたが、漫才や落語、漫談等も行なった。柳枝劇団は1956年に解散し「松竹爆笑劇」と名前を変え角座で演じ、現在においての吉本新喜劇等の基礎となっている。
十八番は「大菩薩峠」の机竜之助の居合抜き。
また、柳枝は映画界でも喜劇役者として活躍し、東映作品の「花かご道中」（1961年）では美空ひばりや丘さとみ等と競演している。

## 弟子
- ミヤコ蝶々（劇団の最初の門下生、相方であり元妻。蝶々の弟子であり後に夫となる南都雄二も劇団に在籍していた）
- 南喜代子（同じく相方であり元妻。劇団の座長を経て、元吉本新喜劇のマドンナ）
- 上方柳次・柳太（柳次の弟子に上方よしおがいる）
- 泉ひろし（劇団の門下生、元吉本新喜劇の俳優。柳豊作の名で柳万作と柳豊作・万作、その後、泉スナップの名で中田チャックと再コンビを組んだ）
- やなぎ浩二（劇団の門下生、現在吉本新喜劇の俳優。柳万作の名で柳豊作と柳豊作・柳万作その後中の島大学・中学の中学を経て柳サンデーと柳マンデーで再コンビを組んだ）
- 柳エンド・水町千代子（夫人の水町千代子とコンビを組んで歌謡漫才で活躍。千代子は引退後、茨木で隠居している。）
- 三遊亭小柳・柳太郎（小柳は桂木東声と一時期コンビを組んでいた。柳太郎は花柳一駒の甥）
- 三遊亭川柳（一輪亭花蝶・松原勝美の花蝶の実の兄、戦時中に兵隊入りし戦死。）

## 過去の相方
- 花柳一駒
- 文の家久月
- 不二乃道風[1]
- ミヤコ蝶々
- 南喜代子

## 柳枝を演じた人物
- ラサール石井（「ミヤコ蝶々物語」、テレビ大阪開局20周年記念ドラマ、2001年）
- 橋爪功（「ミヤコ蝶々ものがたり」、テレビ朝日、2007年3月）
- 斎藤洋介（「女ひとり」）
- 神保悟志（「鈴子の恋」）